# PU-läder
PU-läder är ett läderliknande material som är helt artificiellt eller semi-artificiellt. I det första fallet rör det sig om plast av typen polyuretan helt utan animaliska produkter. I det andra fallet är det djurhud (läder) som är bunden till polyuretan, också kallat "bycast läder", "bundet läder" eller "splittläder".
PU-läder har vunnit popularitet eftersom det har ett utseende snarlikt äkta läder till betydligt lägre kostnad. Ett exempel är att förkläden kan tillverkas i PU-läder.